# Mare Frigoris
Mare Frigoris (mar del fred) és una mar lunar localitzat just al nord de la Mare Imbrium, i s'estén cap a l'est, fins a estar al nord de la Mare Serenitatis. La mar està en l'exterior de la conca de l'Oceanus Procellarum. El material que envolta al cràter és del període Imbrià inferior, mentre que la zona aquest del mar és de l'Imbrià superior.
Cap al sud es troba el gran cràter Plató (la zona circular fosca de la part inferior de la imatge).

## En la cultura popular

Mare Frigoris en un mapa de la cara visible lunar amb els grans maria i cràters etiquetats.

Aquesta àrea de la Lluna va ser mostrada prominentment a 'Behemoth', el segon capítol de la minisèrie de 1973 de la BBC Moonbase 3.